# Ribafrecha
Ribafrecha é um município da Espanha 
na província e comunidade autónoma de La Rioja, de área 34,58 km² com população de 1006 habitantes (2007) e densidade populacional de 28,77 hab/km².

## Demografia
| Variação demográfica do município entre 1991 e 2004 | Variação demográfica do município entre 1991 e 2004 | Variação demográfica do município entre 1991 e 2004 | Variação demográfica do município entre 1991 e 2004 |
| --------------------------------------------------- | --------------------------------------------------- | --------------------------------------------------- | --------------------------------------------------- |
| 1991                                                | 1996                                                | 2001                                                | 2004                                                |
| 1085                                                | 1028                                                | 940                                                 | 997                                                 |